# TT Assen 1954
De TT van Assen 1954 was de vijfde Grand Prix van het wereldkampioenschap wegrace-seizoen 1954. De races werden verreden op zaterdag 10 juli op het Circuit van Drenthe vlak bij Assen, Nederland. In deze Grand Prix bracht men vier klassen aan de start: 500 cc, 350 cc, 250 cc en 125 cc.

## Algemeen
In Assen werd de werelditel in de 250cc-klasse al beslist. Ook Geoff Duke deed in de 500cc-klasse goede zaken, net als Rupert Hollaus in de 125cc-klasse. De Nederlander Drikus Veer kreeg voor de gelegenheid een reserve-Gilera 500 4C.

## 500cc-klasse

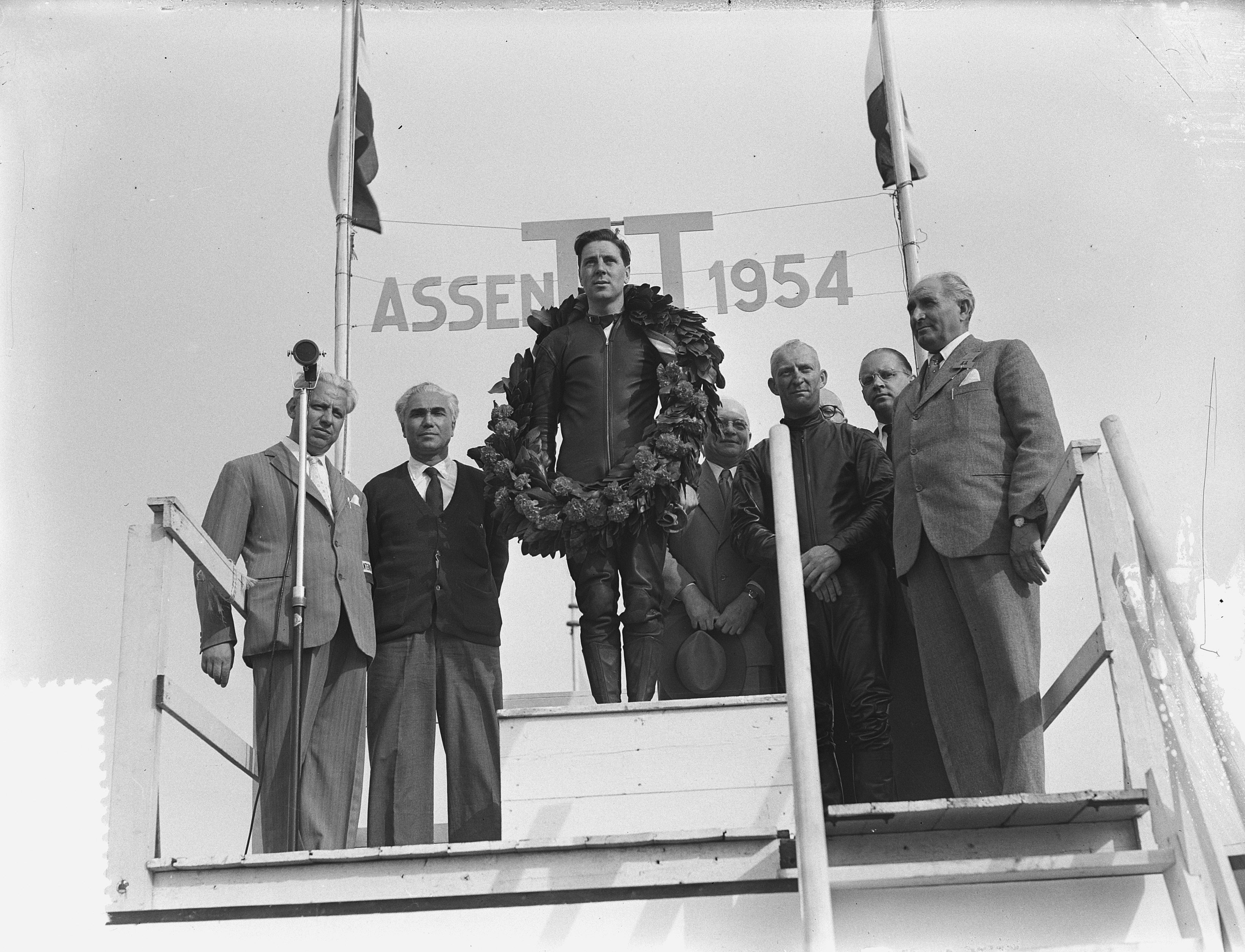
De huldiging van Geoff Duke en Drikus Veer (als beste Nederlander)

De verschillen in de 500cc-klasse waren weer enorm. Geoff Duke (Gilera) won met anderhalve minuut voorsprong op Fergus Anderson met de Moto Guzzi viercilinder. Die had het gevecht met Carlo Bandirola (MV Agusta) nipt gewonnen. Rod Coleman liep met de AJS E95 ruim twee minuten achterstand op. Omdat Gilera zowel Alfredo Milani als Umberto Masetti thuis had gelaten, was er voor Drikus Veer een machine beschikbaar. Hij moest Duke en Reg Armstrong wel voor laten, maar dat was geen probleem. Veer werd slechts achtste en Armstrong haalde de finish niet. Omdat ook Ray Amm (Norton) uitviel, liep Duke erg ver uit in het wereldkampioenschap. Pierre Monneret stond daarin nog steeds op de gedeelde tweede plaats, maar hij was geen bedreiging omdat hij slechts af en toe een fabrieks-Gilera kreeg. 
| Pos | Coureur          | Merk       | Tijd      | Punten |
| --- | ---------------- | ---------- | --------- | ------ |
| 1   | Geoff Duke       | Gilera     | 1:34"13'7 | 8      |
| 2   | Fergus Anderson  | Moto Guzzi | +1"28'5   | 6      |
| 3   | Carlo Bandirola  | MV Agusta  | +1"30'6   | 4      |
| 4   | Rod Coleman      | AJS        | +2"11'1   | 3      |
| 5   | Dickie Dale      | MV Agusta  | +2"14'0   | 2      |
| 6   | Bob McIntyre     | AJS        | +4"01'2   | 1      |
| 7   | Nello Pagani     | MV Agusta  | +5"34'7   |        |
| 8   | Drikus Veer      | Gilera     | +5"34'9   |        |
| 9   | Jack Ahearn      | Norton     | +1 ronde  |        |
| 10  | Maurice Quincey  | Norton     | +1 ronde  |        |
| 11  | Piet Knijnenburg | BMW        |           |        |
| 12  | Mike O'Rourke    | Norton     |           |        |
| 13  | Piet Bakker      | Norton     |           |        |
| 14  | Bob Matthews     | Norton     |           |        |
| 15  | Lo Simons        | Matchless  |           |        |
| 16  | Cees van Burik   | Norton     |           |        |
| 17  | Jaap Lesberts    | Matchless  |           |        |
| 18  | Evert Carlsson   | Norton     |           |        |
| 19  | Bill Beevers     | Norton     |           |        |
| 20  | George Morgan    | Norton     |           |        |

| Coureur        | Merk       | Oorzaak |
| -------------- | ---------- | ------- |
| Keith Campbell | Norton     |         |
| Ken Kavanagh   | Moto Guzzi |         |
| Reg Armstrong  | Gilera     |         |
| Peter Murphy   | Matchless  |         |
| Ray Amm        | Norton     |         |

| Coureur          | Merk      | Oorzaak   |
| ---------------- | --------- | --------- |
| Gordon Laing (†) | Norton    | Overleden |
| Auguste Goffin   | Norton    |           |
| Léon Martin      | Gilera    |           |
| Luigi Taveri     | Norton    |           |
| Jacques Collot   | Norton    |           |
| Pierre Monneret  | Gilera    |           |
| Bill Lomas       | MV Agusta |           |
| Cyril Julian     | Norton    |           |
| Derek Farrant    | AJS       |           |
| Harold Clark     | Norton    |           |
| Jack Brett       | Norton    |           |
| Tommy Wood       | Norton    |           |
| Alfredo Milani   | Gilera    |           |
| Umberto Masetti  | Gilera    |           |
| Rudy Allison     | Norton    |           |

### Top tien tussenstand 500cc-klasse
| Pos | Coureur         | Merk       | Ptn |
| --- | --------------- | ---------- | --- |
| 1   | Geoff Duke      | Gilera     | 22  |
| 2   | Ray Amm         | Norton     | 8   |
| 2   | Pierre Monneret | Gilera     | 8   |
| 4   | Alfredo Milani  | Gilera     | 6   |
| 4   | Ken Kavanagh    | Moto Guzzi | 6   |
| 4   | Fergus Anderson | Moto Guzzi | 6   |
| 7   | Jack Brett      | Norton     | 4   |
| 7   | Jacques Collot  | Norton     | 4   |
| 7   | Léon Martin     | Gilera     | 4   |
| 7   | Bob McIntyre    | AJS        | 4   |
| 7   | Carlo Bandirola | MV Agusta  | 4   |

## 350cc-klasse
De 350cc-klasse kreeg in haar vijfde race ook haar vijfde winnaar. Na Pierre Monneret, Rod Coleman, Ray Amm en Ken Kavanagh won dit keer Fergus Anderson, overtuigend met 2½ minuut voorsprong op zijn stalgenoot Enrico Lorenzetti en ruim drie minuten op Rod Coleman. Omdat Anderson in de Grand Prix van België tweede was geworden, nam hij de leiding in het wereldkampioenschap. Dat bleef nog helemaal open: de eerste acht konden nog makkelijk wereldkampioen worden.  
| Pos | Coureur           | Merk       | Tijd      | Punten |
| --- | ----------------- | ---------- | --------- | ------ |
| 1   | Fergus Anderson   | Moto Guzzi | 1:15"26'5 | 8      |
| 2   | Enrico Lorenzetti | Moto Guzzi | +2"29'7   | 6      |
| 3   | Rod Coleman       | AJS        | +3"10'6   | 4      |
| 4   | Bob McIntyre      | AJS        |           | 3      |
| 5   | Karl Hofmann      | DKW        |           | 2      |
| 6   | Alano Montanari   | Moto Guzzi |           | 1      |

| Coureur          | Merk   | Oorzaak   |
| ---------------- | ------ | --------- |
| Gordon Laing (†) | Norton | Overleden |

| Coureur           | Merk          |
| ----------------- | ------------- |
| John Grace        | Norton        |
| Ken Kavanagh      | Moto Guzzi    |
| Maurice Quincey   | Norton        |
| Auguste Goffin    | Norton        |
| Firmin Dauwe      | Norton        |
| Georg Braun       | Schnell-Horex |
| Siegfried Wünsche | DKW           |
| Jacques Collot    | Norton        |
| Pierre Monneret   | AJS           |
| Bob Keeler        | Norton        |
| Bob Matthews      | Velocette     |
| Derek Farrant     | AJS           |
| Jack Brett        | Norton        |
| John Clark        | AJS           |
| Peter Davey       | Norton        |
| Duilio Agostini   | Moto Guzzi    |
| Barry Stormont    | BSA           |
| Leo Simpson       | AJS           |
| Ray Amm           | Norton        |

### Top tien tussenstand 350cc-klasse
| Pos | Coureur           | Merk       | Ptn |
| --- | ----------------- | ---------- | --- |
| 1   | Fergus Anderson   | Moto Guzzi | 14  |
| 2   | Rod Coleman       | AJS        | 12  |
| 3   | Enrico Lorenzetti | Moto Guzzi | 9   |
| 4   | Pierre Monneret   | AJS        | 8   |
| 4   | Ray Amm           | Norton     | 8   |
| 4   | Ken Kavanagh      | Moto Guzzi | 8   |
| 4   | Bob McIntyre      | AJS        | 8   |
| 8   | Leo Simpson       | AJS        | 7   |
| 9   | Derek Farrant     | AJS        | 6   |
| 9   | Auguste Goffin    | Norton     | 6   |
| 9   | Jack Brett        | Norton     | 6   |

## 250cc-klasse
Voor de vierde keer op rij won Werner Haas met zijn vernieuwde NSU Rennmax de 250cc-race. Daarmee was hij al zeker van de wereldtitel. Stalgenoot Rupert Hollaus kon theoretisch weliswaar nog op veertig punten komen, maar er moesten drie resultaten worden weggestreept. Haas kon de laatste drie races als "0" noteren, maar Hollaus moest ze allemaal winnen om vervolgens tien punten te moeten wegstrepen. Dat bracht zijn maximumscore op dertig punten.
| Pos | Coureur             | Merk       | Tijd      | Punten |
| --- | ------------------- | ---------- | --------- | ------ |
| 1   | Werner Haas         | NSU        | 1:04"21'3 | 8      |
| 2   | Rupert Hollaus      | NSU        | +46'4     | 6      |
| 3   | Hans Baltisberger   | NSU        |           | 4      |
| 4   | Ken Kavanagh        | Moto Guzzi |           | 3      |
| 5   | Hermann Paul Müller | NSU        |           | 2      |
| 6   | Arthur Wheeler      | Moto Guzzi |           | 1      |

| Coureur           | Merk       |
| ----------------- | ---------- |
| Luigi Taveri      | Moto Guzzi |
| Georg Braun       | NSU        |
| Helmut Hallmeier  | Adler      |
| Kurt Knopf        | NSU        |
| Walter Reichert   | NSU        |
| Walter Vogel      | Adler      |
| Bob Geeson        | REG        |
| Fergus Anderson   | Moto Guzzi |
| John Horne        | Rudge      |
| Tommy Wood        | Moto Guzzi |
| Reg Armstrong     | NSU        |
| Angelo Marelli    | Moto Guzzi |
| Lanfranco Baviera | Moto Guzzi |
| Roberto Colombo   | Moto Guzzi |
| Romolo Ferri      | Moto Guzzi |

### Top tien tussenstand 250cc-klasse
| Pos | Coureur                      | Merk       | Ptn |
| --- | ---------------------------- | ---------- | --- |
| 1   | Werner Haas (wereldkampioen) | NSU        | 32  |
| 2   | Rupert Hollaus               | NSU        | 16  |
| 3   | Hermann Paul Müller          | NSU        | 15  |
| 4   | Hans Baltisberger            | NSU        | 14  |
| 5   | Reg Armstrong                | NSU        | 4   |
| 5   | Arthur Wheeler               | Moto Guzzi | 4   |
| 7   | Ken Kavanagh                 | Moto Guzzi | 3   |
| 8   | Fergus Anderson              | Moto Guzzi | 2   |
| 8   | Tommy Wood                   | Moto Guzzi | 2   |
| 8   | John Horne                   | Rudge      | 2   |

## 125cc-klasse
Rupert Hollaus won de 125cc-race in Assen en had daarmee nu alle (drie) tot nu toe gereden races gewonnen. Toch was zijn wereldtitel nog niet helemaal zeker, want het seizoen was pas op de helft. HP Müller klom naar de tweede plaats in het kampioenschap.
| Pos | Coureur             | Merk      | Tijd    | Punten |
| --- | ------------------- | --------- | ------- | ------ |
| 1   | Rupert Hollaus      | NSU       | 50"21'7 | 8      |
| 2   | Hermann Paul Müller | NSU       | +8'4    | 6      |
| 3   | Carlo Ubbiali       | MV Agusta | +28'7   | 4      |
| 4   | Hans Baltisberger   | NSU       |         | 3      |
| 5   | Werner Haas         | NSU       |         | 2      |
| 6   | Karl Lottes         | MV Agusta |         | 1      |

| Coureur               | Merk      |
| --------------------- | --------- |
| Willi Scheidhauer     | MV Agusta |
| Arturo Paragues       | Lube      |
| Gabriel Corsín        | MV Agusta |
| José Antonio Elizalde | Montesa   |
| Juan Bertran          | Montesa   |
| Brian Purslow         | MV Agusta |
| Cecil Sandford        | MV Agusta |
| Ivor Lloyd            | MV Agusta |
| Angelo Copeta         | MV Agusta |
| Franco Bertoni        | MV Agusta |
| Guido Sala            | MV Agusta |
| Massimo Genevini      | MV Agusta |
| Roberto Colombo       | MV Agusta |
| Tarquinio Provini     | Mondial   |

### Top tien tussenstand 125cc-klasse
| Pos | Coureur             | Merk      | Ptn |
| --- | ------------------- | --------- | --- |
| 1   | Rupert Hollaus      | NSU       | 24  |
| 2   | Hermann Paul Müller | NSU       | 12  |
| 3   | Hans Baltisberger   | NSU       | 10  |
| 3   | Carlo Ubbiali       | MV Agusta | 10  |
| 5   | Cecil Sandford      | MV Agusta | 6   |
| 6   | Werner Haas         | NSU       | 5   |
| 7   | Ivor Lloyd          | MV Agusta | 2   |
| 8   | Angelo Copeta       | MV Agusta | 1   |
| 8   | Brian Purslow       | MV Agusta | 1   |
| 8   | Karl Lottes         | MV Agusta | 1   |

1925 · 1926 · 1927 · 1928 · 1929 · 1930 · 1931 · 1932 · 1933 · 1934 · 1935 · 1936 · 1937 · 1938 · 1939 · 1940–1945 · 1946 · 1947 · 1948 · 1949 · 1950 · 1951 · 1952 · 1953 · 1954 · 1955 · 1956 · 1957 · 1958 · 1959 · 1960 · 1961 · 1962 · 1963 · 1964 · 1965 · 1966 · 1967 · 1968 · 1969 · 1970 · 1971 · 1972 · 1973 · 1974 · 1975 · 1976 · 1977 · 1978 · 1979 · 1980 · 1981 · 1982 · 1983 · 1984 · 1985 · 1986 · 1987 · 1988 · 1989 · 1990 · 1991 · 1992 · 1993 · 1994 · 1995 · 1996 · 1997 · 1998 · 1999 · 2000 · 2001 · 2002 · 2003 · 2004 · 2005 · 2006 · 2007 · 2008 · 2009 · 2010 · 2011 · 2012 · 2013 · 2014 · 2015 · 2016 · 2017 · 2018 · 2019 · 2021 · 2022 · 2023 · 2024 · 2025